# 尚九熙
尚九熙（1988年3月7日—），本名尚文博，字“九熙”，毕业于北京服装学院，粉丝群体称作“頭友”。

## 经历
尚九熙于2012年入科，2015年9月13日，随“九”字科第二批拜师成为“二九”成员，和搭檔郭霄漢同為德云七队演員。
- 2012年 9月 参加德云社九字科招徒暨我是传奇海选，同年入“九”字科。[2]。
- 2019年11月 2日 与前搭档何九华在济南山东会堂举办首次相声专场。[3]
- 2019年11月底 随师父郭德纲赴巴黎、巴塞罗那、米兰和迪拜演出 [4]
- 2020年 1月17日 与何九华、张九南共同担任德云社己亥年封箱演出主持人。
- 2020年 9月10日 微博官宣與前搭檔何九華拆夥。
- 2021年 2月26日 微博官宣将与郭霄汉搭档。

## 演出相關

#### 常駐综艺
| 首播日期 | 首播日期         | 電視臺   | 節目名稱             | 備註             |
| 2020年   | 8月27日-10月30日 | 腾讯视频 | 《德云鬥笑社第一季》 |                  |
| 2021年   | 2月13日-15日     | 天津卫视 | 《青春德雲社》       |                  |
| 2021年   | 6月8日           | 虎牙直播 | 《好虎的密室》       | 優酷視頻聯合播出 |
| 2021年   | 8月20日-10月24日 | 騰訊視頻 | 《德云鬥笑社第二季》 |                  |
| 2021年   | 11月30日-        | 優酷視頻 | 《追光吧！》         | 學員             |

#### 相聲作品
| 作品           | 表演者         | 備註                                        |
| 《舞台與生活》 | 尚九熙、何九華 |                                             |
| 《父亲》       | 尚九熙、何九華 |                                             |
| 《學歌曲》     | 尚九熙、何九華 | 德雲社綱絲節相聲大會 2015:第四日            |
| 《對春聯》     | 尚九熙、何九華 | 德雲社少帥出征巡演北京站 2017               |
| 《學外語》     | 尚九熙、何九華 | 德雲社愛岳之城嶽雲鵬端午相聲專場廈門站 2017 |
| 《論捧逗》     | 尚九熙、何九華 | 德雲社燒餅相聲專場瀋陽站 2017               |
| 《對春聯》     | 尚九熙、何九華 | 德雲社岳雲鵬相聲專場上海站 2018             |
| 《學啞語》     | 尚九熙、何九華 | 德雲社郭麒麟相聲專場成都站2019              |

## 音樂作品

### 单曲
| 发行日期 | 发行日期 | 歌曲名称                     | 备注                                           |
| 2019年   | 11月3日  | 《怎麼了，沒什麼》           | 與何九華、永彬Ryan.B共同演唱                   |
| 2020年   | 12月11日 | 《傻傻笑》                   | 與段奧娟、燒餅、孟鶴堂、曹鶴陽、周九良共同獻唱 |
| 2021年   | 2月11日  | 《熱辣舞曲》                 | 與魔動閃霸共同演唱                             |
| 2022年   | 6月28日  | 《世界盡頭會不會有珍奇異獸》 | 與郭霄漢共同演唱                               |

## 外部連結
- 尚九熙的新浪微博
- 尚九熙的Instagram帳戶

| 从师   | 辈分   | 收徒 |
| 郭德綱 | 第九代 | —    |